# تفکیک فضایی
در فیزیک و علوم زمین، اصطلاح تفکیک فضایی (به انگلیسی: spatial resolution) یا وضوح فضایی به فاصله بین اندازه‌گیری‌های مستقل، یا بُعد فیزیکی که نشان‌دهنده یک پیکسل از تصویر است اشاره دارد. در حالی که در برخی ابزارها، مانند دوربین‌ها و تلسکوپ‌ها، وضوح فضایی مستقیماً به وضوح زاویه‌ای متصل است، ابزارهای دیگر مانند رادار دهانه‌ترکیبی یا شبکه‌ای از ایستگاه‌های هواشناسی، داده‌هایی را تولید می‌کنند که جانمایی نمونه‌برداری فضایی آنها بیشتر به سطح زمین مرتبط است، مانند سنجش از دور و تصویربرداری ماهواره‌ای.